# Cementerio General de Trinidad
El Cementerio General de Trinidad es el camposanto más importante de la ciudad boliviana de Trinidad, capital del departamento del Beni.

## Historia
El cementerio se fundó en 1924, durante la presidencia de Ernesto Monasterio en el Concejo Municipal. La obra estuvo a cargo del topógrafo Froilán Jordán. En ese entonces el terreno fue alambrado y se construyeron nichos de ladrillo y cemento, a la derecha para menores de edad y a la izquierda para adultos. La entrada evoca la arquitectura colonial propia del Oriente boliviano, influida principalmente por las misiones implementadas en el territorio. Para ingresar se avanza por un camino con grandes árboles de jorori.

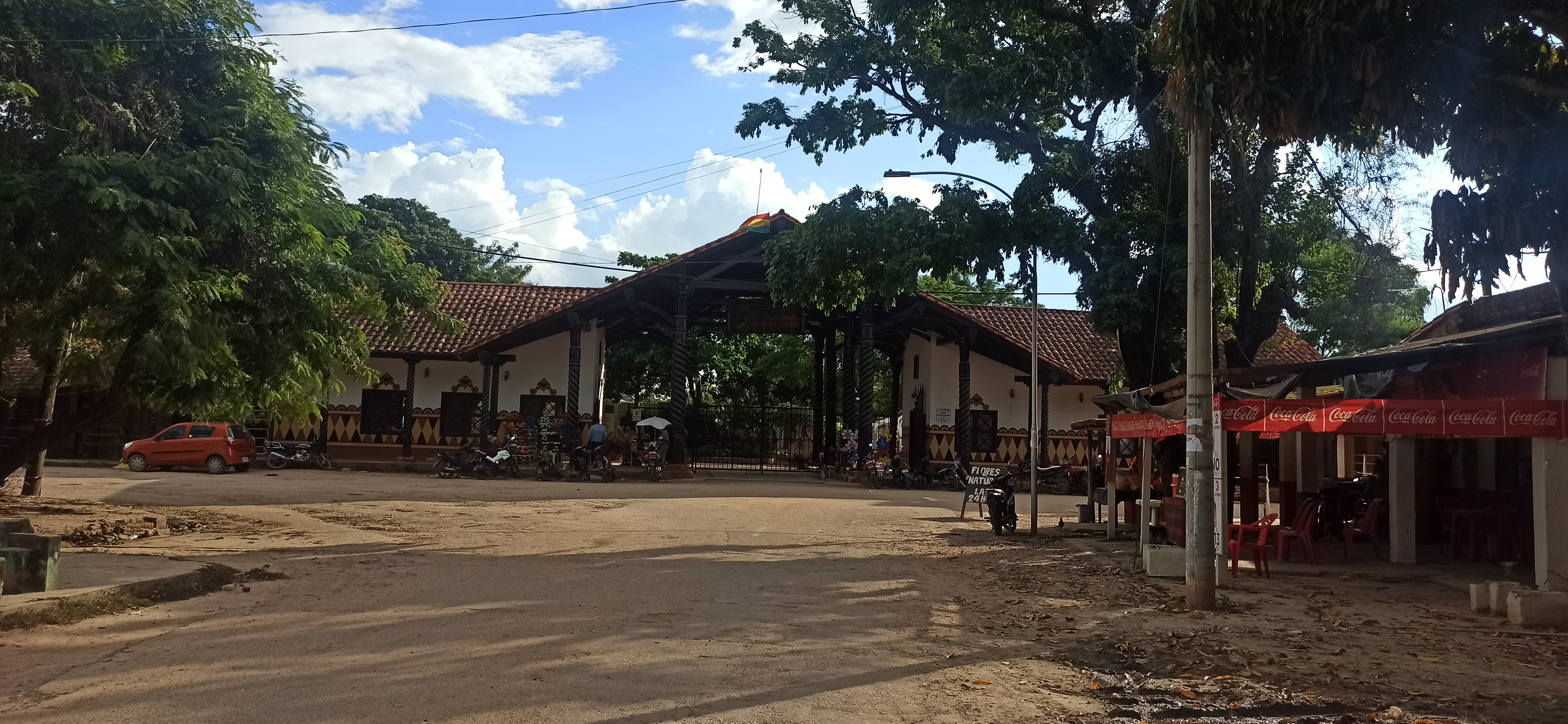
Entrada al cementerio.

El cementerio se ubica entre la avenida Pedro Marbán y la calle El Mangal, en el distrito 4 de Trinidad.  En 2022 se informó que el cementerio estaba saturado y que se comenzaría a exhumar cuerpos.
En este cementerio están sepultados algunos personajes reconocidos de Trinidad, como el escritor boliviano Hernán Carlos Cortez.

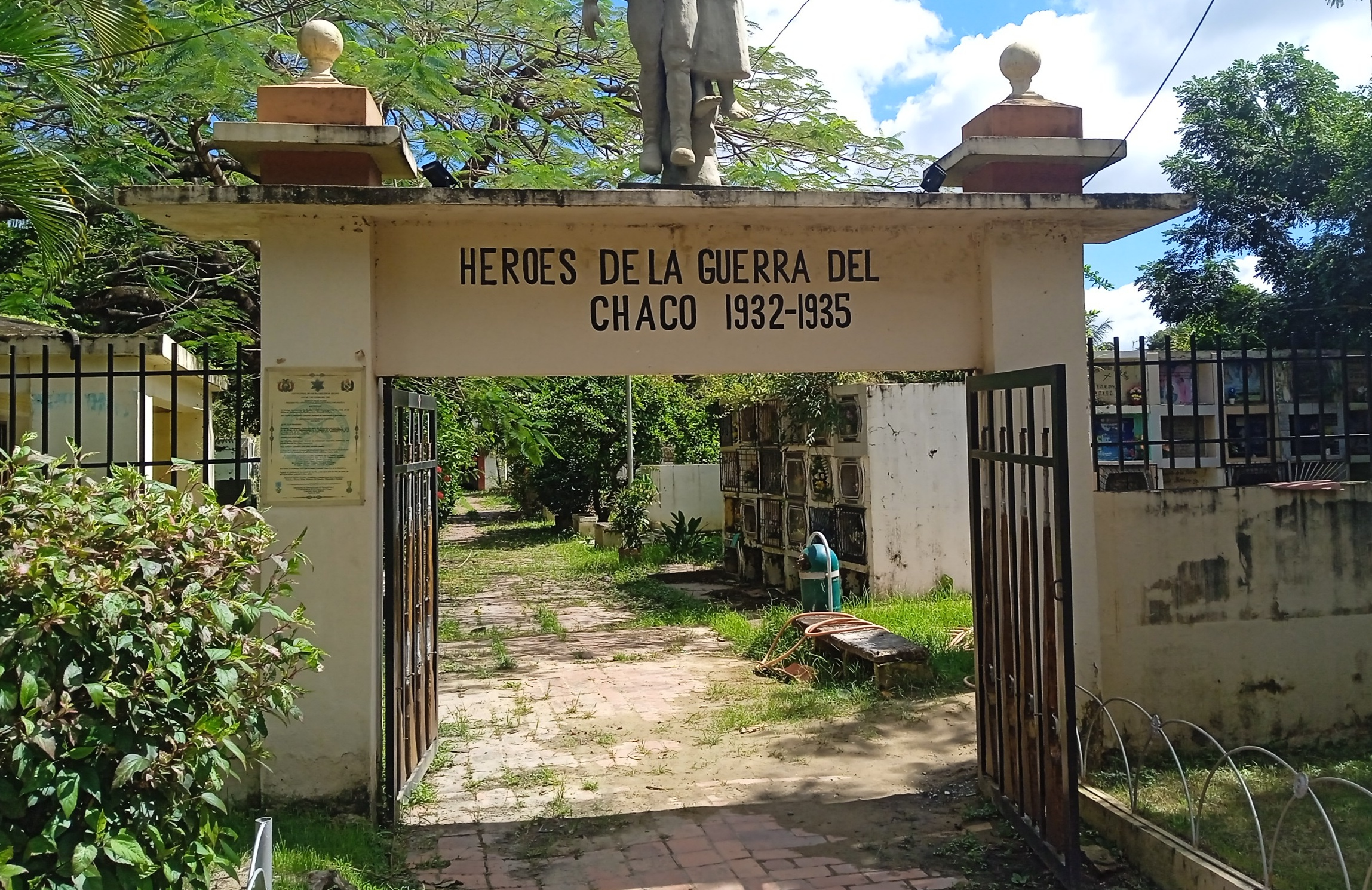
Monumento a los héroes de la Guerra del Chaco (1932–1935)

En el cementerio se encuentra un monumento que contiene las tumbas de los héroes benianos que embarcaron rumbo a la Guerra del Chaco que se estaba desarrollando entre 1932 y 1935.